# Naohiro Tamura
Naohiro Tamura (født 3. juli 1978) er en tidligere japansk fodboldspiller.
Han har spillet for flere forskellige klubber i sin karriere, herunder Gamba Osaka og Sagan Tosu.